# Liste des gouverneurs et maires de Saint-Barthélemy

Blason de Saint-Barthélemy

Cet article présente la liste des noms des administrateurs, gouverneurs et maires de l’île de Saint-Barthélemy (Antilles françaises).

## Première période française (1651– 1784)
Avant cette période, l’île fut abordée par Christophe Colomb (qui la nomme San Bartolomeo) en 1493 et revendiquée pour l’Espagne qui cependant la délaisse. Elle était peuplée d’Amérindiens indigènes arawaks.
| Identité                                                                                  | Période     |
| ----------------------------------------------------------------------------------------- | ----------- |
| Philippe de Longvilliers de Poincy (commandeur, gouverneur de toutes les îles d’Amérique) | 1648 – 1651 |
| Hospitaliers de l'ordre de Saint-Jean de Jérusalem (administrateurs)                      | 1651 – 1656 |

| Identité | Période     |
| --- | ----------- |
| île abandonnée, théoriquement Philippe de Longvilliers de Poincy (gouverneur de toutes les îles d’Amérique), occupée par les Arawaks | 1656 – 1659 |
| Gouverneurs généraux des Antilles françaises                                                                                         | 1659 – 1744 |

## Période britannique (1744– 1764)
| Identité                              | Période     |
| ------------------------------------- | ----------- |
| Gouverneurs des Antilles britanniques | 1744 – 1764 |

## Seconde période française (1764–1784)
| Identité                                     | Période     |
| -------------------------------------------- | ----------- |
| Gouverneurs généraux des Antilles françaises | 1764 – 1784 |

## Période suédoise (1784– 1878)
| Identité                                                 | Période     |
| -------------------------------------------------------- | ----------- |
| Salomon Mauritz von Rayalin (sv) (1757-1825)             | 1785 – 1787 |
| Pehr Herman Aurivillius Rosén von Rosenstein (1763-1799) | 1787 – 1790 |
| Carl Frederik Bagge af Söderby (1750-1828)               | 1790 – 1795 |
| Georg Henrik Johan af Trolle (1763-1824)                 | 1795 – 1800 |
| Hans Henrik Anckerheim (1748-1814)                       | 1800 – 1812 |
| Bernd Robert Gustaf Stackelberg (1784-1845)              | 1812 – 1816 |

| Identité                                               | Période     |
| ------------------------------------------------------ | ----------- |
| Johan Samuel Rosensvärd (1782-1818)                    | 1816 – 1818 |
| Johan Norderling (1760-1828)                           | 1818 – 1826 |
| James Haarlef Haasum (1791-1871) & Lars Gustaf Morsing | 1826 – 1860 |
| Fredrick Carl Ulrich (1808-1868)                       | 1860 – 1868 |
| Bror Ludvig Ulrich (sv) (1818-1887)                    | 1868 – 1878 |

## Troisième période française (1878–)
| Identité               | Période     |
| ---------------------- | ----------- |
| Hippolyte Duchatellard | 1878 – 1900 |
| Jean-Baptiste Sourd    | 1900 – 1913 |
| Louis Déravin          | 1913 – 1919 |
| Théodore Lédée         | 1919 – 1925 |
| Leroy                  | 1925 – 1927 |
| Eugène Magras          | 1927 – 1929 |
| Ruben Déravin          | 1929 – 1931 |

| Identité                  | Période     |
| ------------------------- | ----------- |
| Dr Tara                   | 1931 – 1933 |
| Ruben Déravin             | 1933 – 1941 |
| Clément Lédée             | 1941 – 1942 |
| Jean Lédée                | 1942 – 1943 |
| Clément Lédée             | 1943 – 1944 |
| Raynal Rosey (délégation) | 1944 – 1945 |
| Raynal Rosey              | 1945 – 1946 |

| Identité         | Période     |
| ---------------- | ----------- |
| Raynal Rosey     | 1946 – 1947 |
| Alexandre Magras | 1947 – 1962 |
| Rémy De Haenen   | 1962 – 1977 |

| Identité         | Période                |
| ---------------- | ---------------------- |
| Charles Querrard | 1977 – 1983            |
| Daniel Blanchard | 1983 – 1995            |
| Bruno Magras     | juin 1995 – 15/07/2007 |

| Identité     | Période                 |
| ------------ | ----------------------- |
| Bruno Magras | 15/07/2007 – 03/04/2022 |
| Xavier Lédée | 03/04/2022 –            |